# Foxton (Cambridgeshire)
Foxton – wieś w Anglii, w hrabstwie Cambridgeshire, w dystrykcie South Cambridgeshire. Leży 11 km na południowy zachód od miasta Cambridge i 69 km na północ od Londynu. W 2001 miejscowość liczyła 1161 mieszkańców. Foxton jest wspomniana w Domesday Book (1086) jako Foxetune.